# Rio Dalciu
O Rio Dalciu é um rio da Romênia, afluente do Bistra Mărului, localizado no distrito de Caraş-Severin.